# Gens Genucia
Los Genucii son una gens romana, con una rama patricia y varias ramas plebeyas, que ocuparon magistraturas a todo lo largo de la República. Tienen como cognomina principales Augurinus para los patricios y Aventinensis y Clepsina para los plebeyos.

## Familia patricia
Podría ser que esta rama fuera también plebeya, aunque Tito Genucio Augurino fue miembro del Decenvirato, que sólo admitía miembros patricios.
- Tito Genucio Augurino, cónsul y decenviro en 451 a. C..
- Marco Genucio Augurino, hermano del precedente, cónsul en 445 a. C. 
  - Cnaeus Genucius Augurinus, tal vez nieto del precedente, Tribuno consular en 399 a. C. y 396 a. C.

Puede que este último sea, en cambio, plebeyo.

## Familias plebeyas
- Lucio Genucio Aventinenses, cónsul en 365 a. C. y 362 a. C.
- Cnaeus Genucius Aventinensis, cónsul en 363 a. C.
- Lucius Genucius Aventinensis, cónsul en 303 a. C.
  - Cayo Genucio Clepsina, cónsul en 276 a. C. y 270 a. C.
  - Lucio Genucio Clepsina, cónsul en 271 a. C.